# 舊沙爾皮夫卡
51°24′33″N 33°43′6″E / 51.40917°N 33.71833°E
舊沙爾皮夫卡（烏克蘭語：Стара Шарпівка）是位於烏克蘭東北部的村莊，由蘇梅州科諾托普區的普蒂夫利市鎮負責管轄。該村處於克列文河左岸，距離亞齊涅和新沙爾皮夫卡2公里，海拔高度129米，2001年人口131。